# ویزارتی
ویزارتی (انگلیسی: Vizrt) شرکت رسانه‌ای نروژی است، که در سال ۱۹۹۷ تأسیس شد.